# 自動跳脫
自動跳脫是指像安全儀表系統、可编程逻辑控制器、分散控制系統之類的系統，讓工業程序切換到一安全狀態的行為。自動跳脫是因為參數數值落入事先定義的危險區而觸發。因為跳脫多半會伴隨製程的中斷以及衍生的費用，因此在自動跳脫前，多半會有警示訊號告知操作員設法修正問題，以避免系統真的跳脫。